# 国際チェス連盟
国際チェス連盟（こくさいチェスれんめい、 略称：FIDE, 英: International Chess Federation）は、1924年7月20日にパリに設立されたチェスの国際競技連盟。加盟国は201か国（2024年7月現在）。会長はアルカジー・ドヴォルコーヴィチ（2020年現在）。

## 概要
FIDEは世界チェス選手権およびチェス・オリンピアードの開催のほかに、選手のイロレーティングの計算、チェス規則の制定、チェス・プロブレム作品集 (FIDE Album) の定期的刊行を行っている。また同時に、グランドマスター (GM) ・インターナショナルマスター (IM) ・FIDE マスター (FM)・キャンディデートマスター（CM） の称号、同じく女性限定の称号、国際審判 (International Arbiter) など運営面での称号、プロブレムやエチュード（スタディ）の創作や解答の分野でのマスター・グランドマスターの称号など、さまざまな称号の授与も実施している。
FIDEは世界選手権だけでなく、女性世界選手権、世界ジュニアチェス選手権、大陸別選手権、チェス・オリンピアードを主催している。FIDEがこれ以外の大会を直接に運営することは少ないが、他のトップレベルの大会もほぼ例外なく、FIDE のルールや諸規則を尊重して行なわれている。
会費未納の国の会員資格は一時的に停止される。

## 沿革
設立当初、FIDEの力は弱かった。チェスと政治が密接に結びついていると見ていたソビエト連邦が、非政治的な組織であるFIDEに加盟しなかったことが大きかった。しかし当時の世界チャンピオン、アレクサンドル・アレヒンが1946年に死去したことで状況は変わった。FIDEは後継チャンピオンを決める大会を開催することにし、ソビエト連邦もこれに関わるべくFIDEに加盟した。
その最初の1948年の大会（勝者ミハイル・ボトビニク）から1993年まで、FIDEはチェスの世界チャンピオンを決定する唯一の組織体であった。しかし、世界選手権について大きな議論が起きることもあった。1975年には、アナトリー・カルポフの挑戦を受けるチャンピオン、ボビー・フィッシャーの要求すべては受け入れがたいとして拒否、フィッシャーがタイトルを返上した。また1984年には、カルポフとガルリ・カスパロフとのマッチがあまりに長期化したため、FIDE会長、フロレンシオ・カンポマネスがこれを無勝負として中止した。
最大の問題が起こったのは1993年であった。当時のチャンピオン、カスパロフと（FIDEの挑戦者決定戦を勝ち抜いて資格を与えられた）挑戦者ナイジェル・ショートはFIDEと袂をわかち、新たに設立されたプロチェス協会の主催でタイトルマッチを行った。これに対してFIDEは別の2人による選手権マッチを行なって「世界チャンピオン」を決定した。
その時から14年間にわたり、二人の世界チャンピオンが並立することになった。一人は「FIDEの庇護下にある者」、もう一人は伝統的な「前チャンピオンをマッチで破った者」である。この間FIDEは1998年から2004年まで、短い持時間のノックアウト方式の大会でチャンピオンを決定したが、この制度変更も大きな議論を呼んだ。また2004年の大会がリビアで行なわれたことも議論を呼んだ。2002年のいわゆるプラハ合意（ヤッサー・セイラワンの主導による2つの世界チャンピオンの地位を統一する計画）から2005年まで、FIDEは合意の内容を実現できなかった。2007年現在、世界選手権の制度はまだ不安定な状態にあり、この点でFIDEはプロチェス協会や各選手から批判されている。
1999年、FIDEは国際オリンピック委員会(IOC)に国際競技連盟として承認された。その2年後、チェスにIOCの反薬物規則を導入した。FIDEはチェスをオリンピックの開催競技にしたいと表明している。2013年現在これは実現していない。

## 歴代会長
- 1924年 - 1949年 Alexander Rueb
- 1949年 - 1970年 Folke Rogard
- 1970年 - 1978年 マックス・エーワ
- 1978年 - 1982年 フリズリク・オラフソン
- 1982年 - 1995年 フロレンシオ・カンポマネス
- 1995年 - 2018年 キルサン・イリュムジーノフ
- 2018年 - アルカジー・ドヴォルコーヴィチ